# Kameanka, Ucraina
Kameanka (în ucraineană Кам'янка) este orașul raional de reședință al raionului Kameanka din regiunea Cerkasî, Ucraina. În afara localității principale, nu cuprinde și alte sate.

## Demografie
Componența lingvistică a orașului Kameanka
     Ucraineană (95,78%)
     Rusă (3,96%)
     Alte limbi (0,21%)
Conform recensământului din 2001, majoritatea populației orașului Kameanka era vorbitoare de ucraineană (95,78%), existând în minoritate și vorbitori de rusă (3,96%).